# Вільянуева-де-ла-Хара
Вільянуева-де-ла-Хара (ісп. Villanueva de la Jara) — муніципалітет в Іспанії, у складі автономної спільноти Кастилія-Ла-Манча, у провінції Куенка. Населення — 2231 особа (2010).
Муніципалітет розташований на відстані близько 180 км на південний схід від Мадрида, 70 км на південь від Куенки.
На території муніципалітету розташовані такі населені пункти: (дані про населення за 2010 рік)
- Касас-де-Санта-Крус: 98 осіб
- Рібера-де-Сан-Ерменехільдо: 3 особи
- Вільянуева-де-ла-Хара: 2130 осіб

## Демографія
Динаміка населення (INE ):

## Галерея зображень

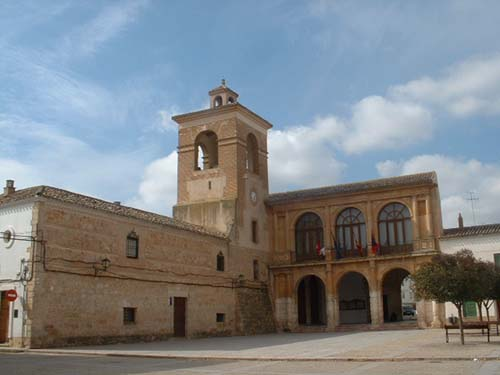
Муніципальна рада
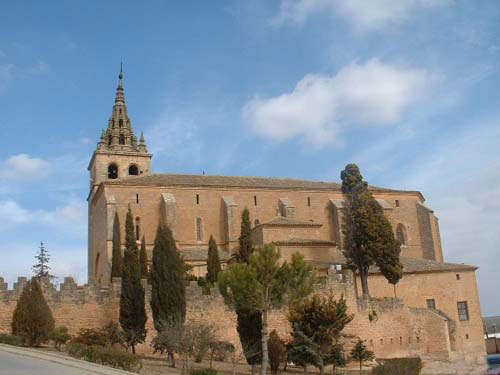
Базиліка Ла-Асунсьйон
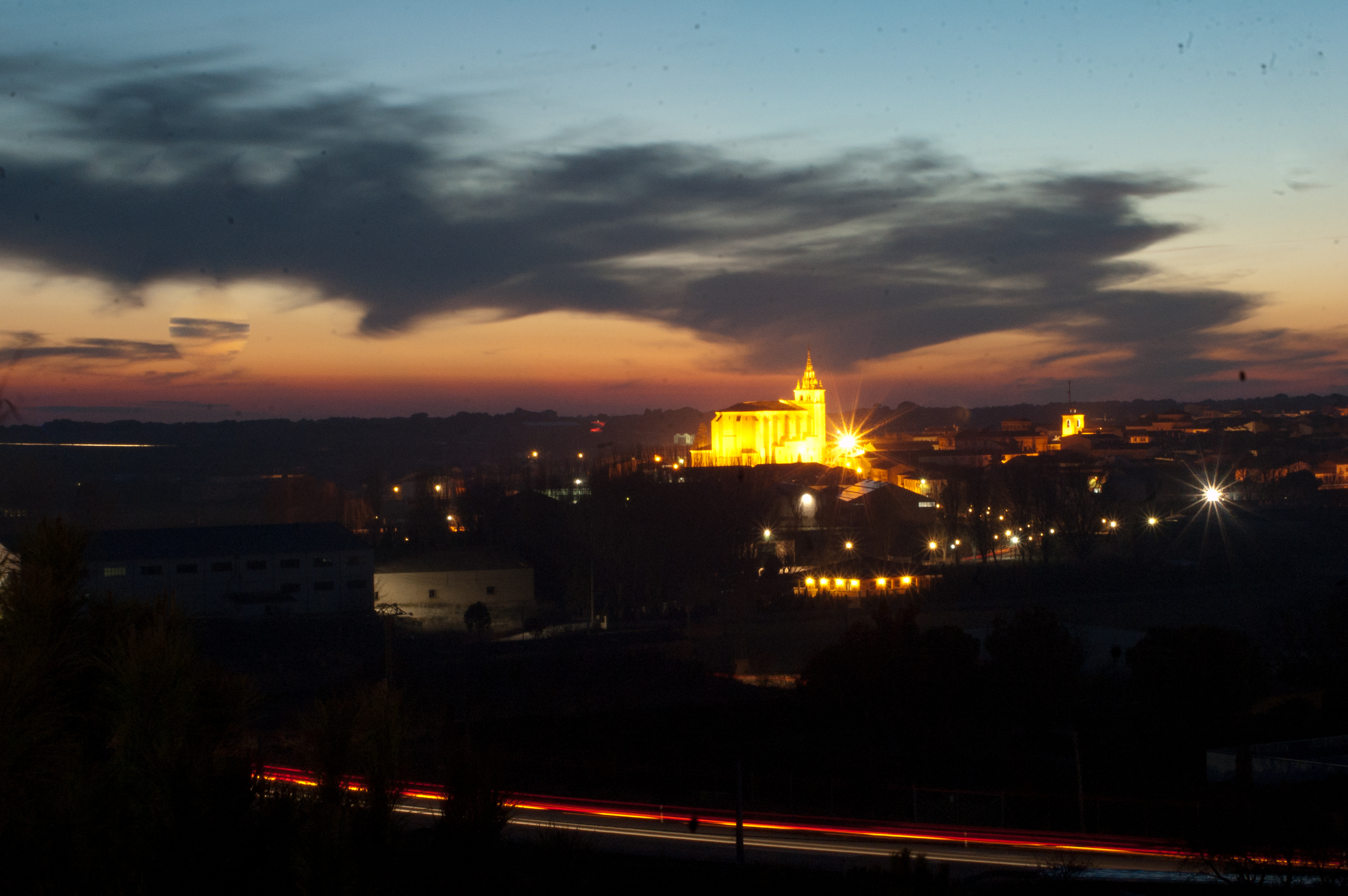
Вільянуева-де-ла-Хара вночі